# Jaire Alexander
Pour les articles homonymes, voir Alexander.
(en) Statistiques sur pro-football-reference
Jaire Zakar Alexander, né le 9 février 1997 à Charlotte, est un joueur américain de football américain qui évolue au poste de cornerback. Il joue avec la franchise des Packers de Green Bay en National Football League (NFL).

## Biographie
Il est sélectionné en 18e choix global lors du premier tour de la draft 2018 de la NFL par la franchise des Packers de Green Bay,. Le 15 mai 2018, il signe un contrat de 4 ans pour un montant de 12 050 000 $ incluant la prime de signature de 6,84 millions de dollars,.

## Statistiques
| Année | Équipe  | MJ |       | Plaquages | Plaquages | Plaquages | Plaquages |       | Interceptions | Interceptions | Interceptions | Interceptions |  | Fumbles | Fumbles |
| Année | Équipe  | MJ | Total | Seul      | Ast.      | Sacks     | Nb.       | Yards | Déf.          | TD            | Nb.           | Rec.          |  |         |         |
| 2018  | Packers | 13 | 66    | 61        | 5         | 0,5       | 1         | 27    | 11            | 0             | 0             | 2             |  |         |         |